# Церковь Магдалины (Безье)
Церковь Магдалины (фр. Eglise de la Madeleine) — романское строение во французском городе Безье. Считается одним из самых красивых зданий того периода в городе. Церковь печально известна событиями 1209 года, когда в ней было убито около 7 000 горожан крестоносцами. Исторический памятник Франции (1992 год).

## Историй
Церковь Магдалины относится к романским постройками в Безье. Первые упоминания о ней датированы 1092 годом.
У церкви готическая колокольня. Она частично перестраивалась на протяжении веков.
В 1167 году в этой церкви был убит виконт Безье Раймон I Транкавель.
В 1209 году город был осажден войсками Симона де Монфора, который преследовал ересь. В июле 1209 года город Безье был взят и сожжен. Среди тысяч погибших людей, только несколько сотен были еретиками. Население города пыталось укрыться в стенах церкви Магдалины, ища там защиту от его действий. Захватчики подожгли церковь и она обрушилась на людей, которые там были. Так погибло около 7 тысяч человек, большинство из которых были женщины, дети или пожилые люди. Это произошло 22 июля в День Святой Магдалины.
Незадолго до этого события, аббат монастыря Сито Арно Амори произнес фразу: «Убивайте всех, Бог разберет, где свои», которую впоследствии стали упоминать многочисленные источники.
Безье был одним из богатых французских городов, который был разграблен крестоносцами.
Значительные ремонтные работы по восстановлению церкви Магдалины проводились в 1999 году.
Церковь относится к историческим памятникам Франции с 1992 года.

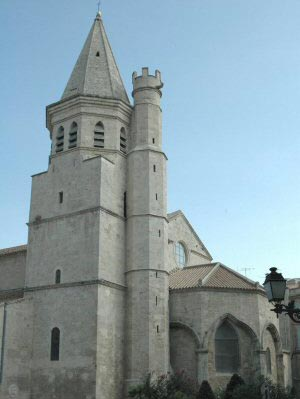
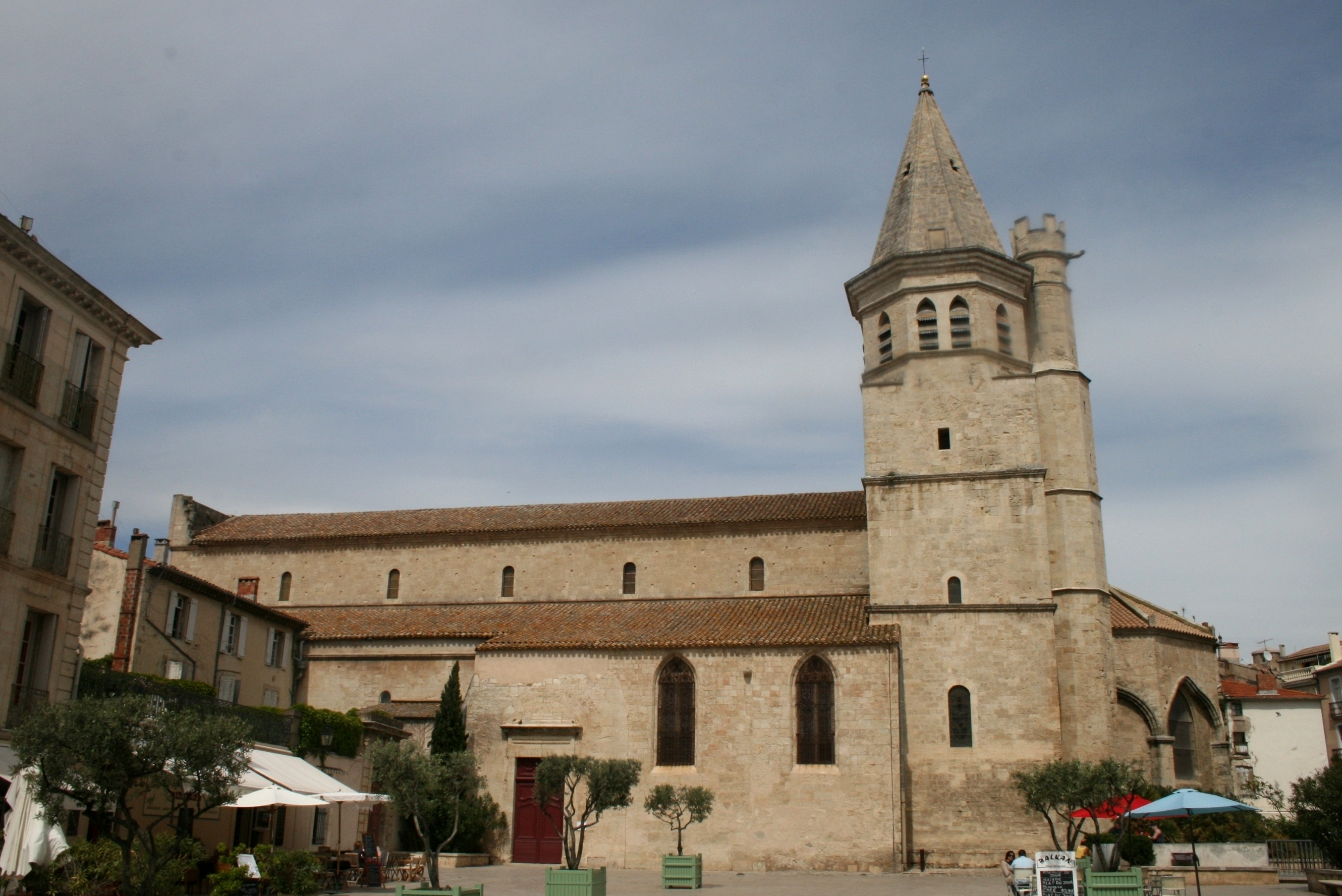
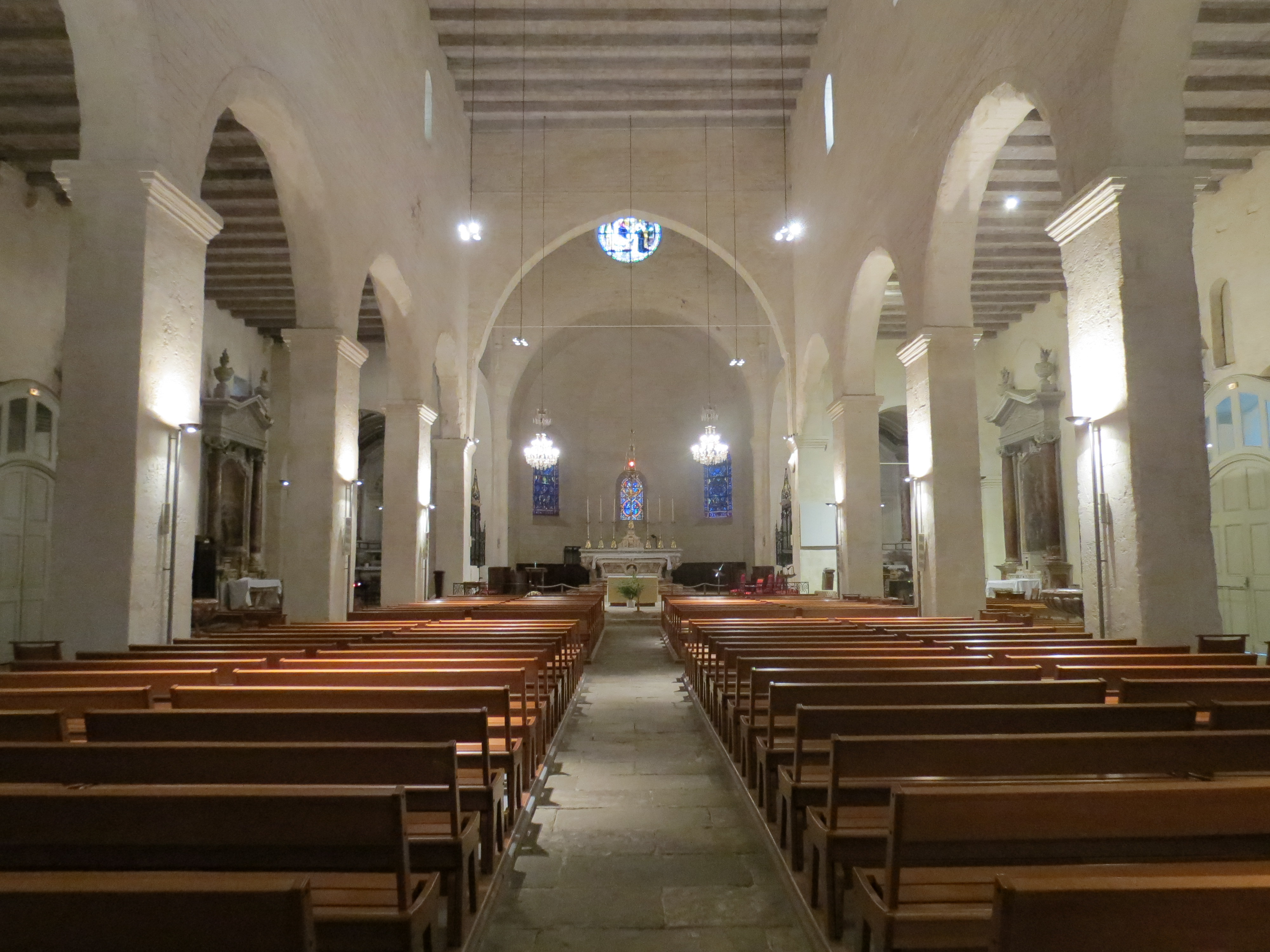
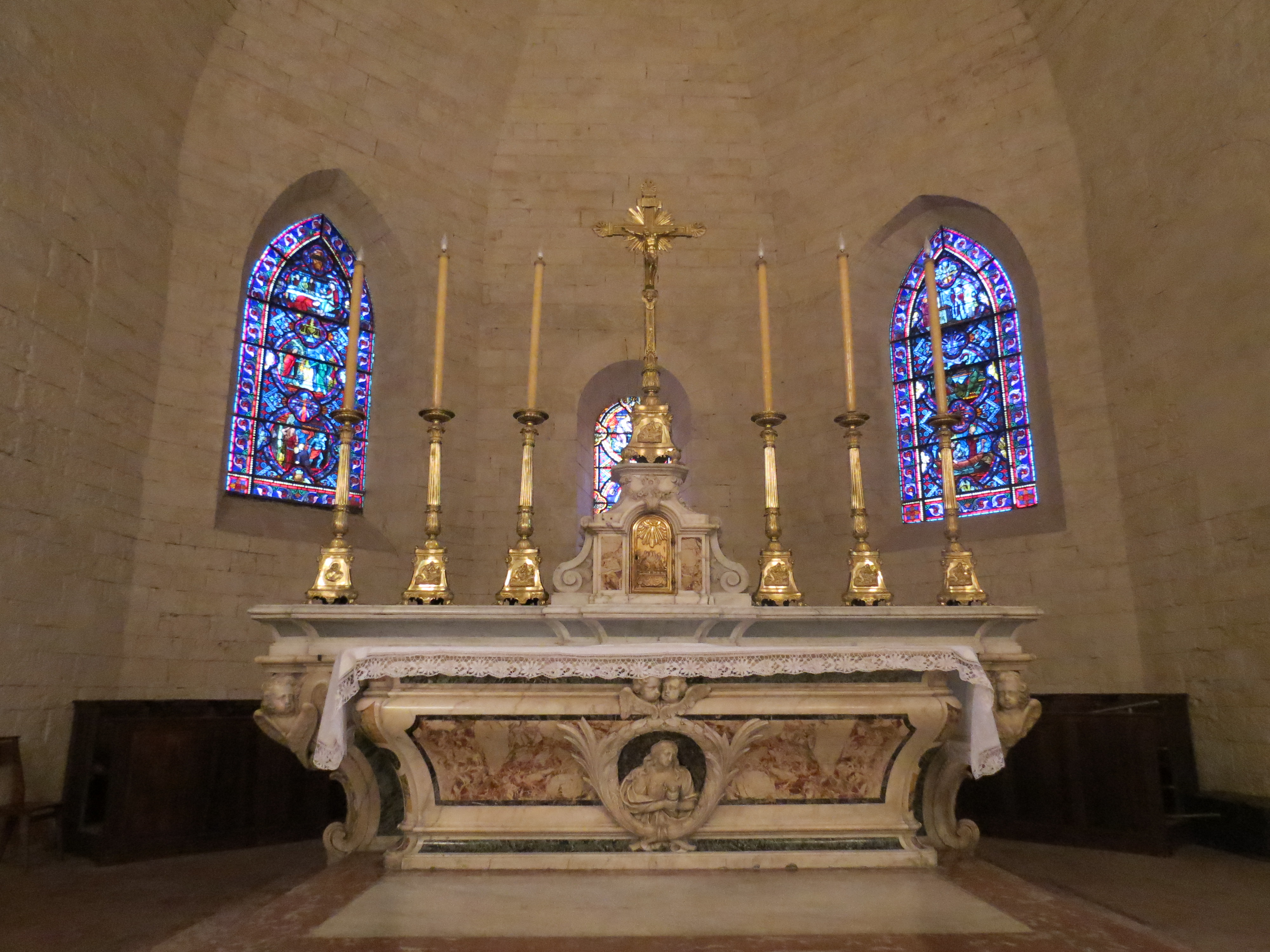
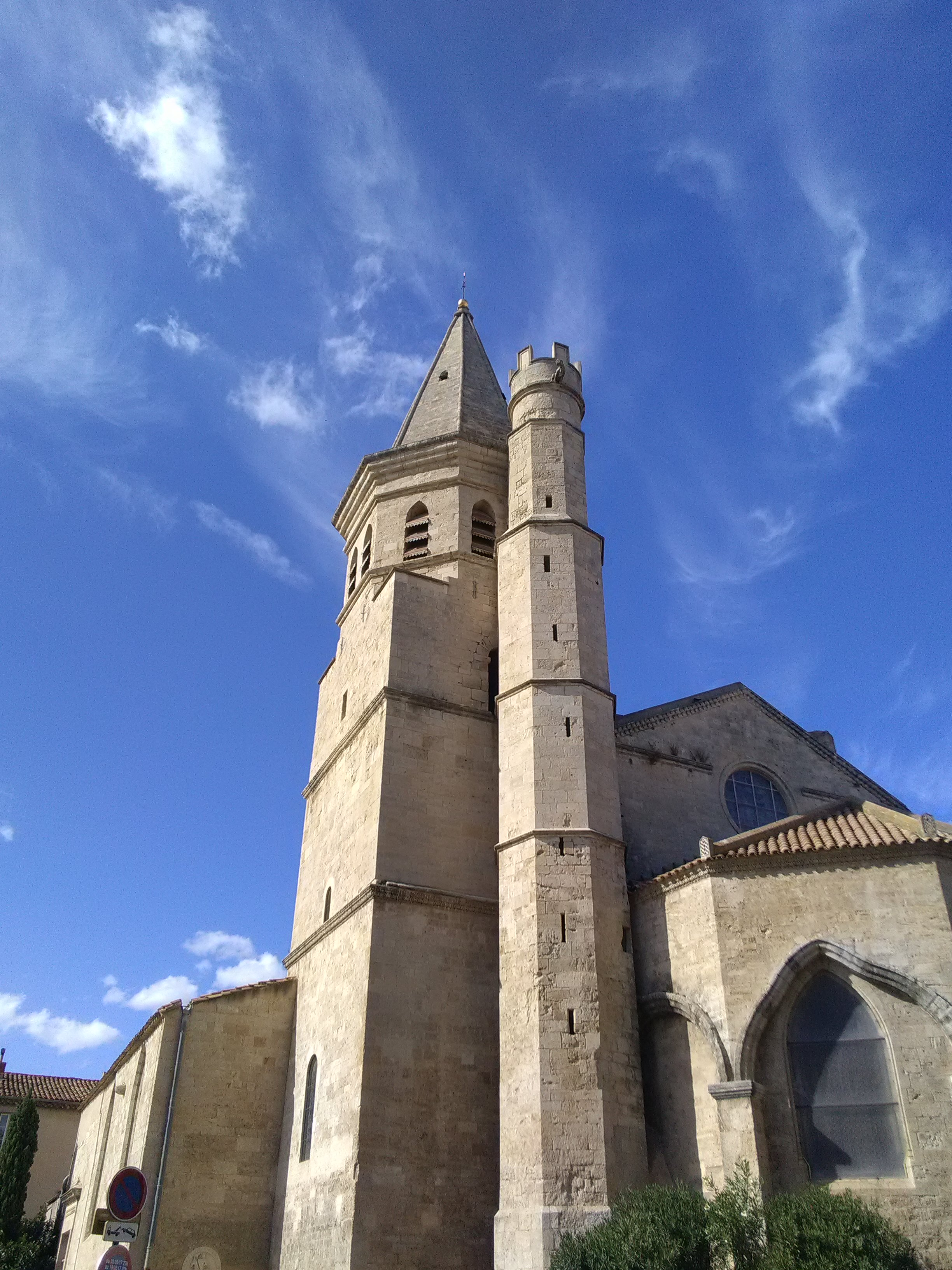
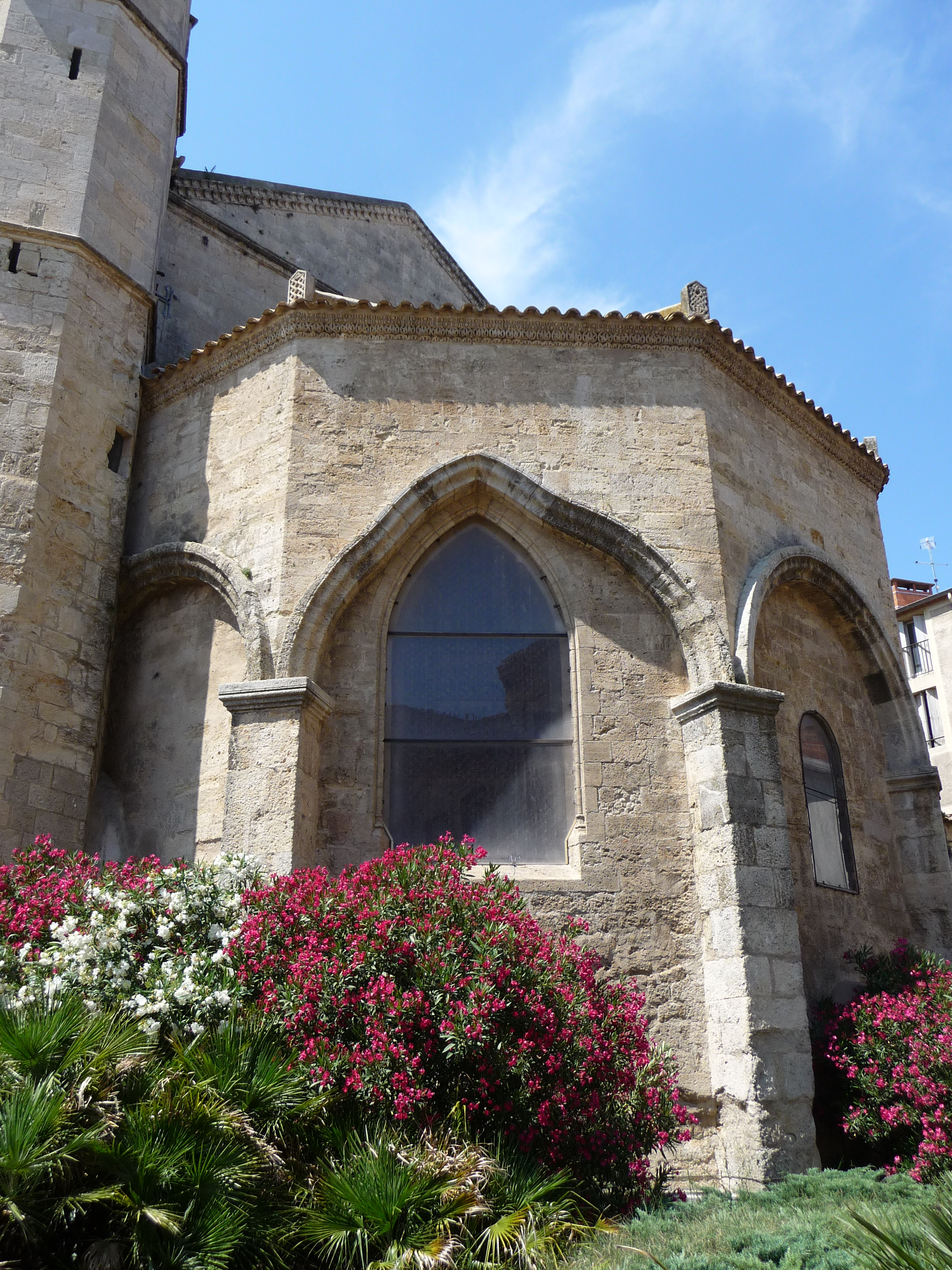
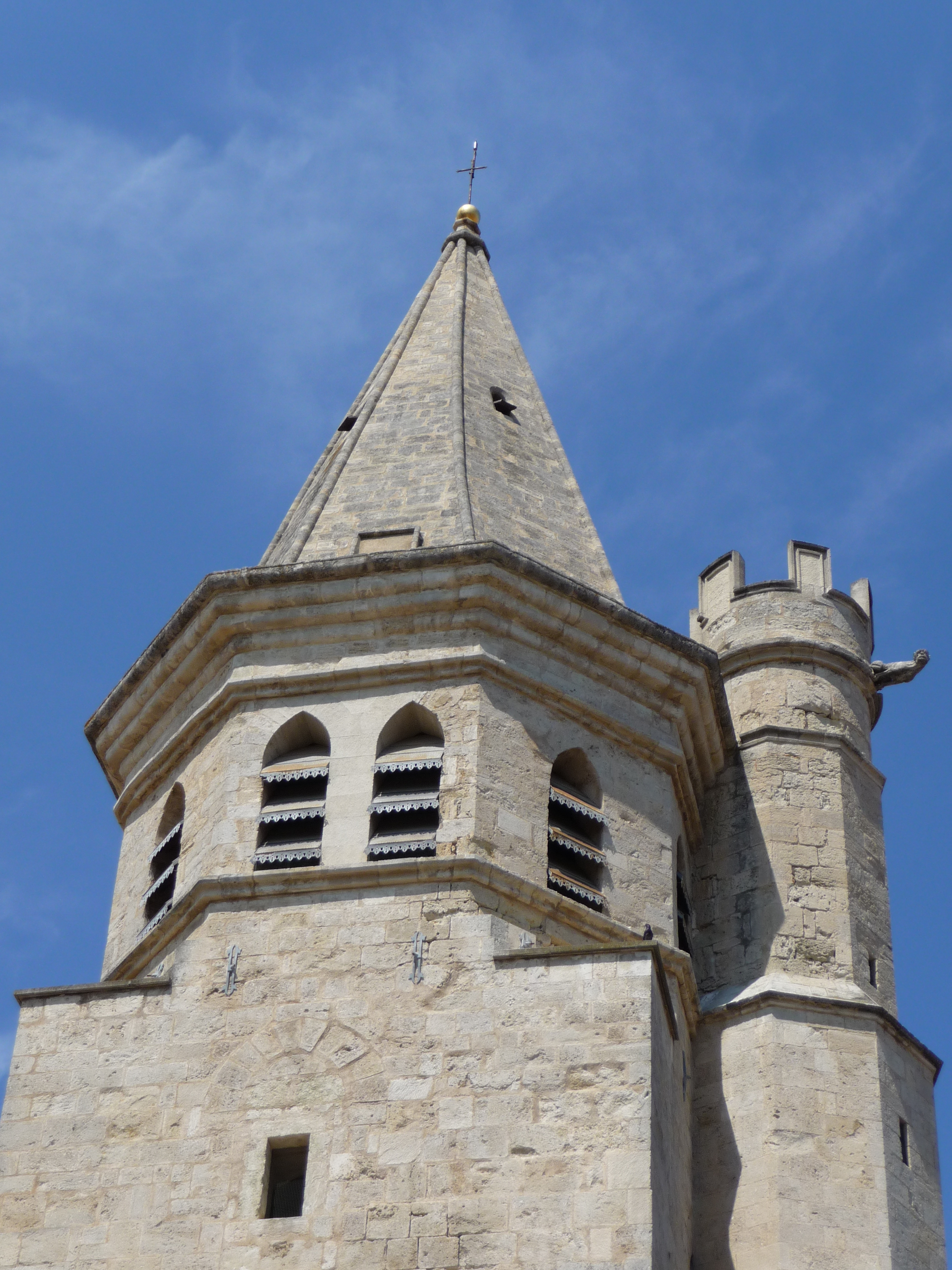
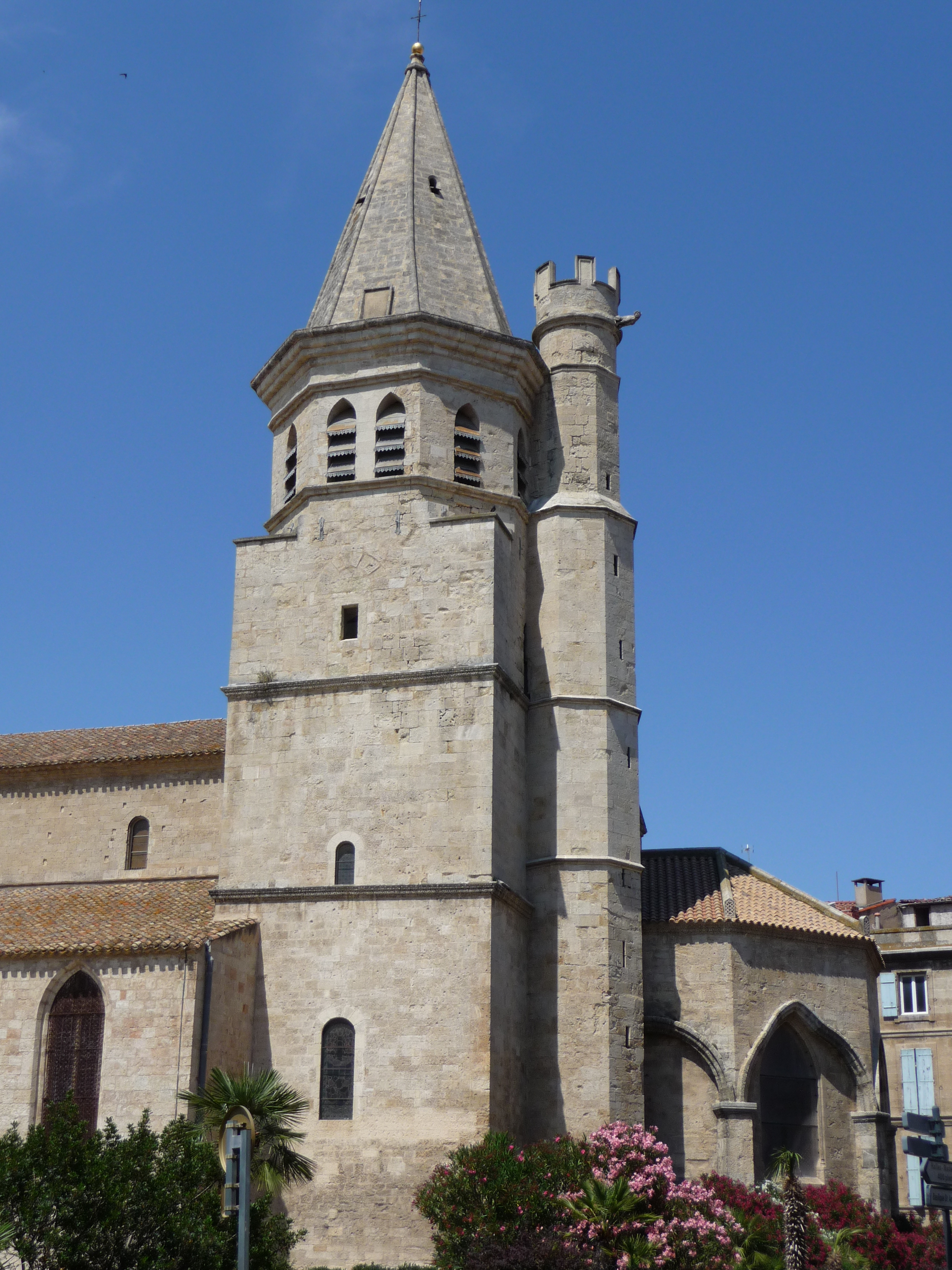
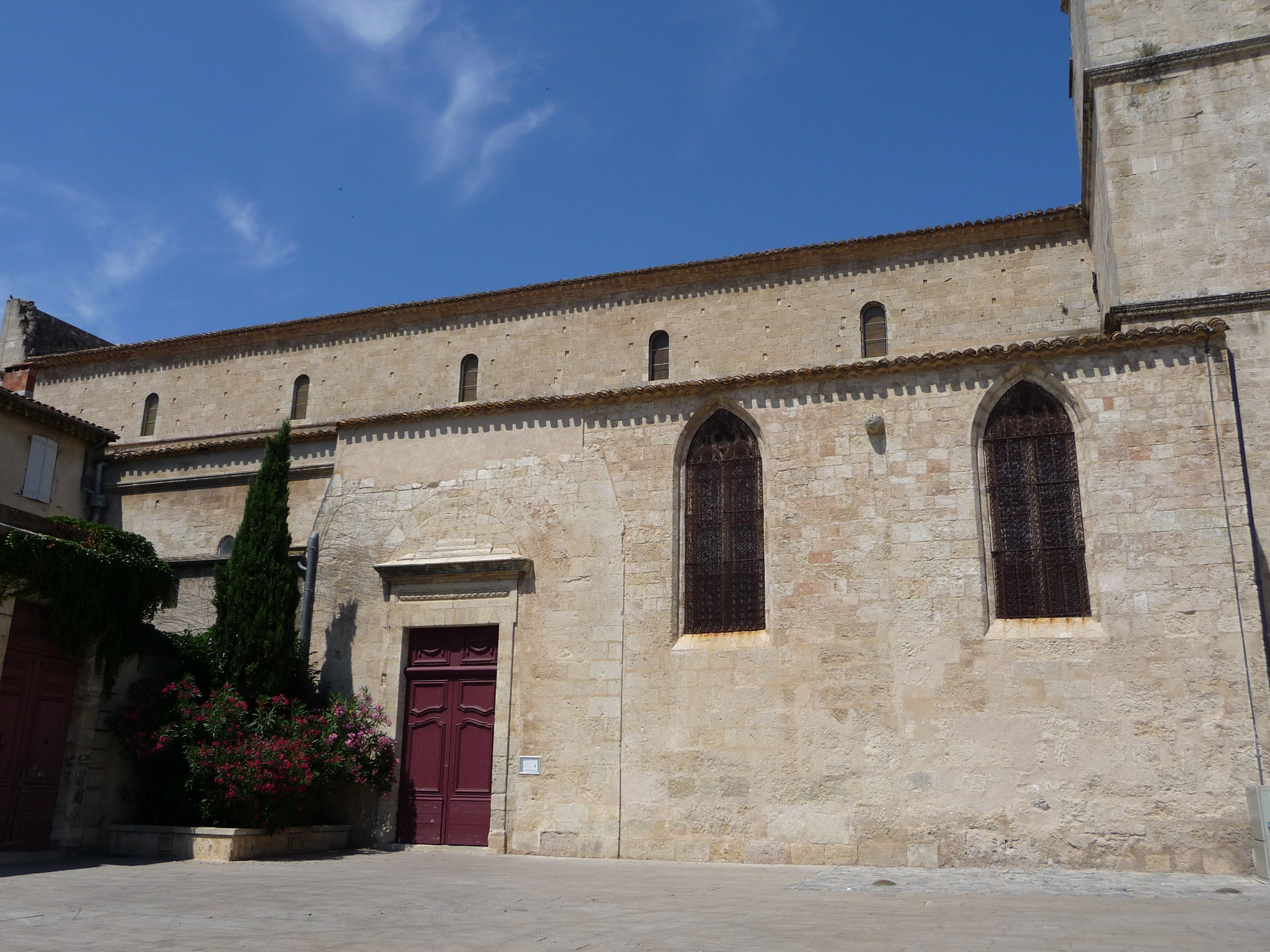
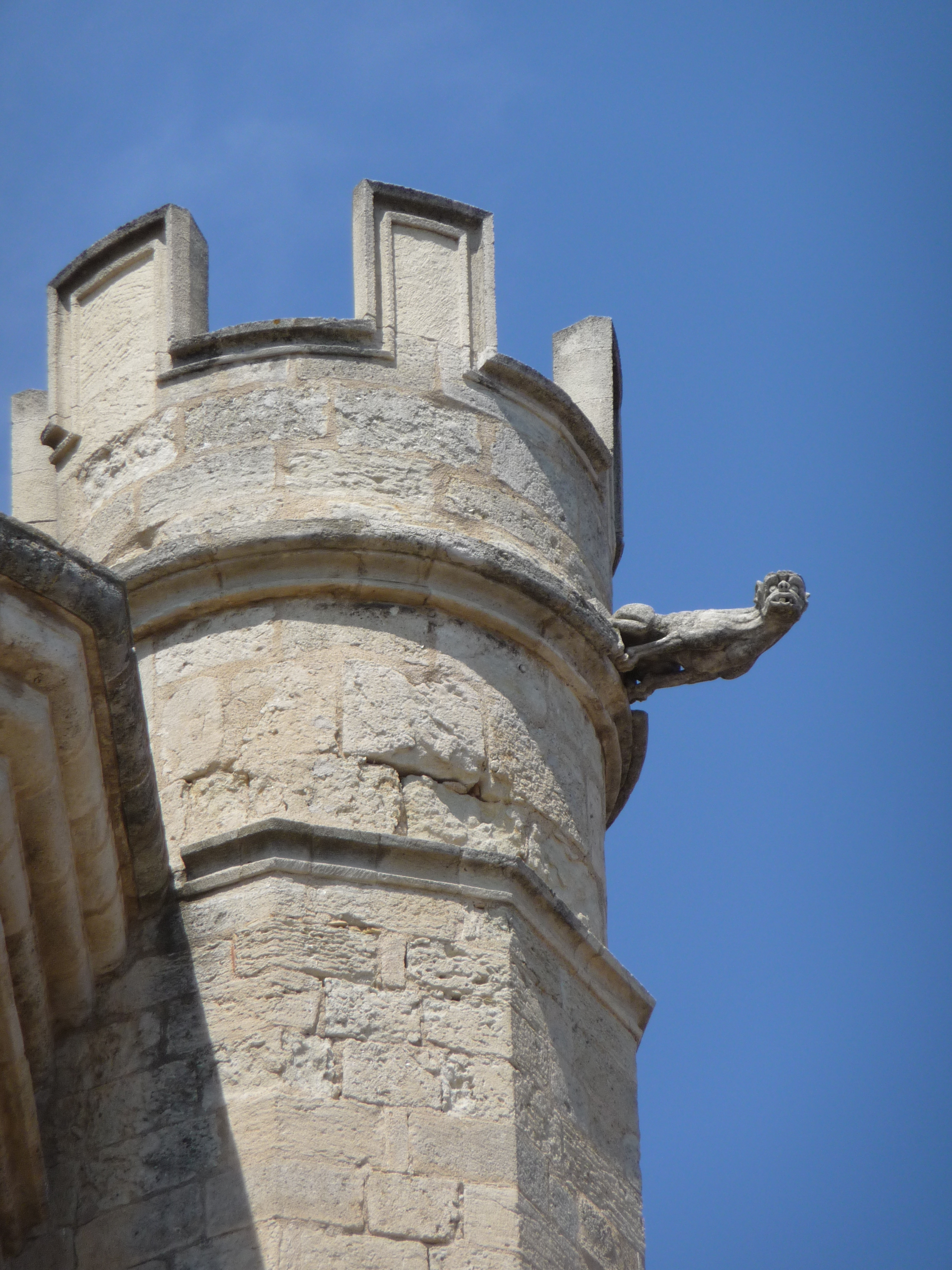
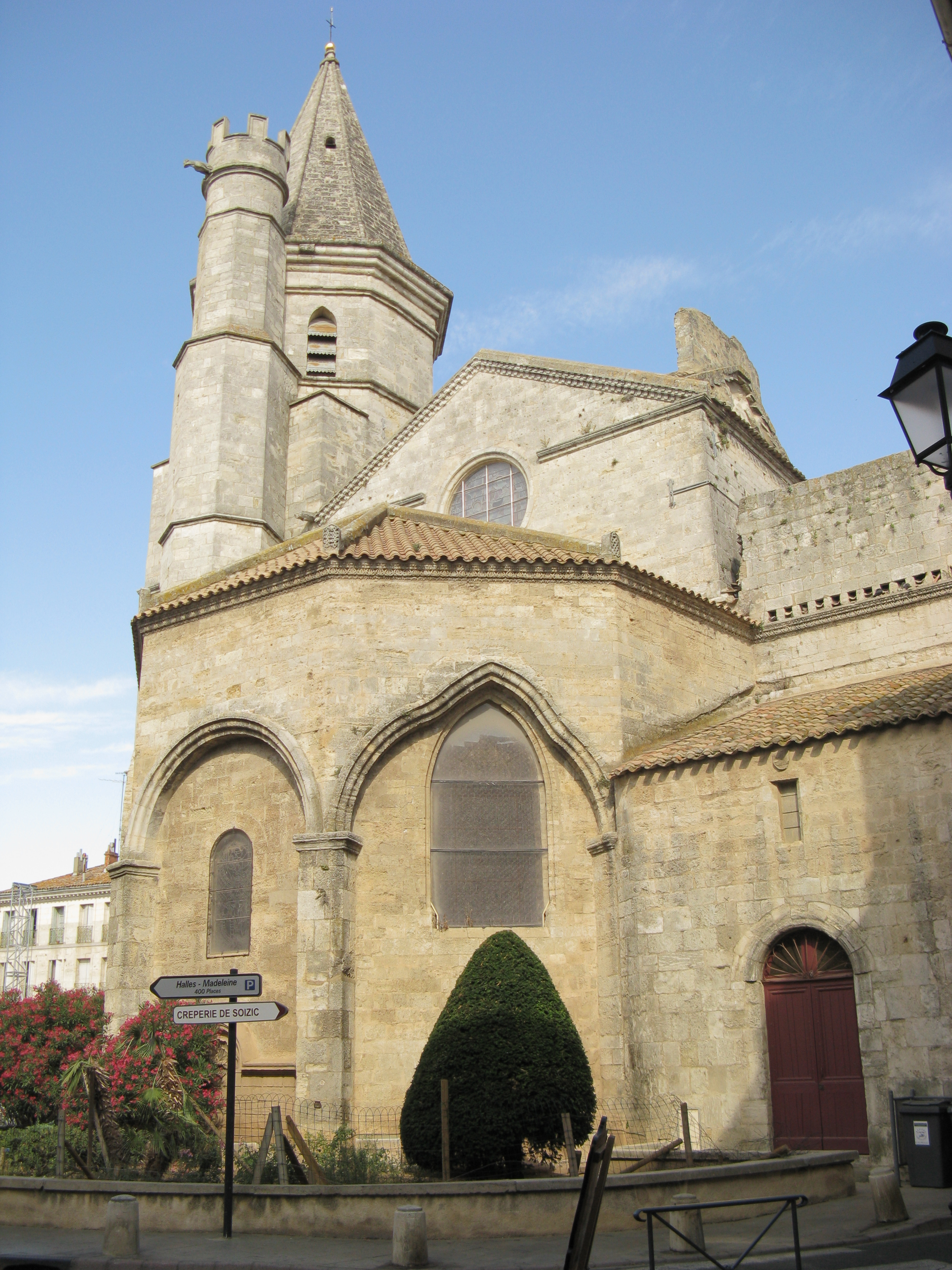
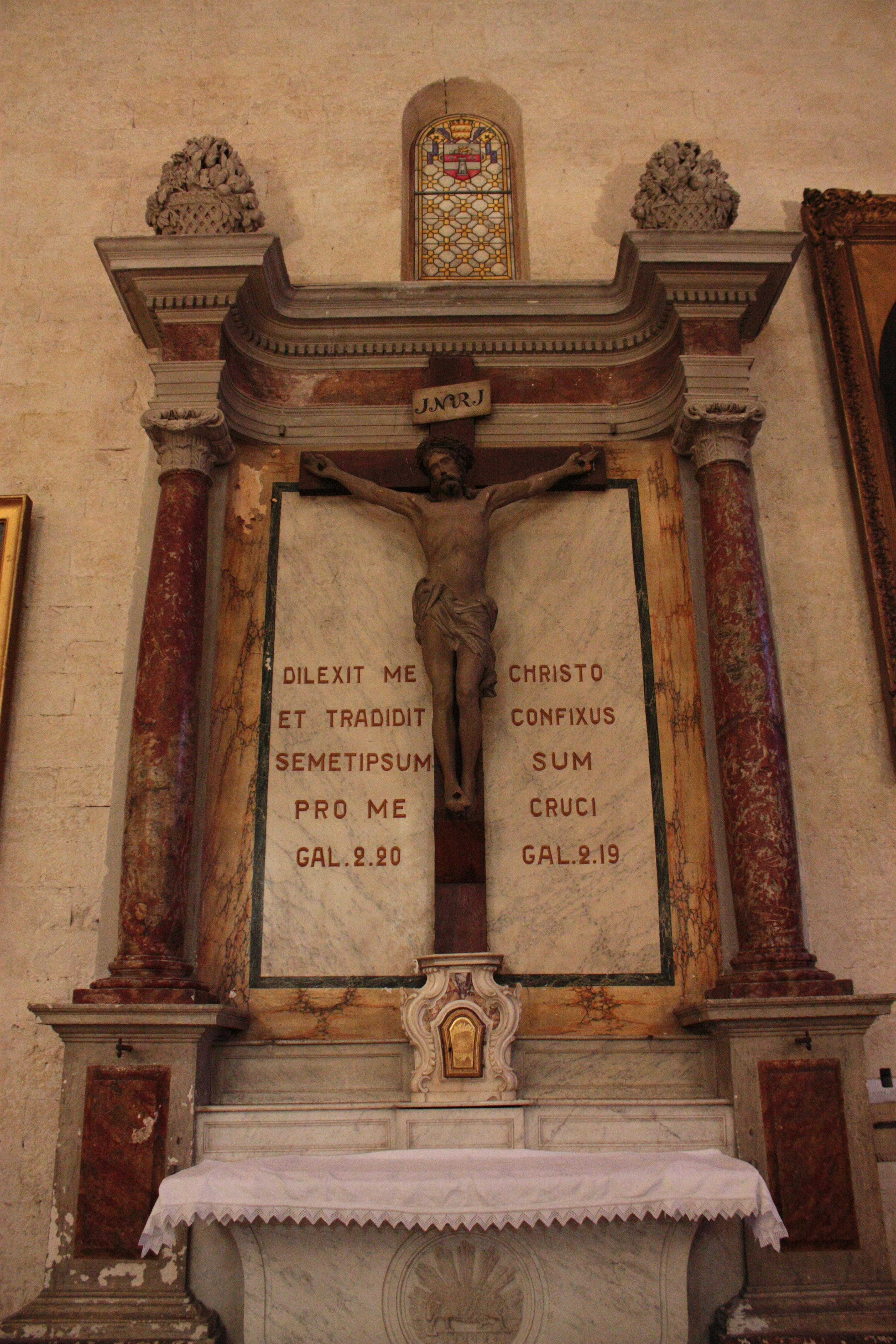
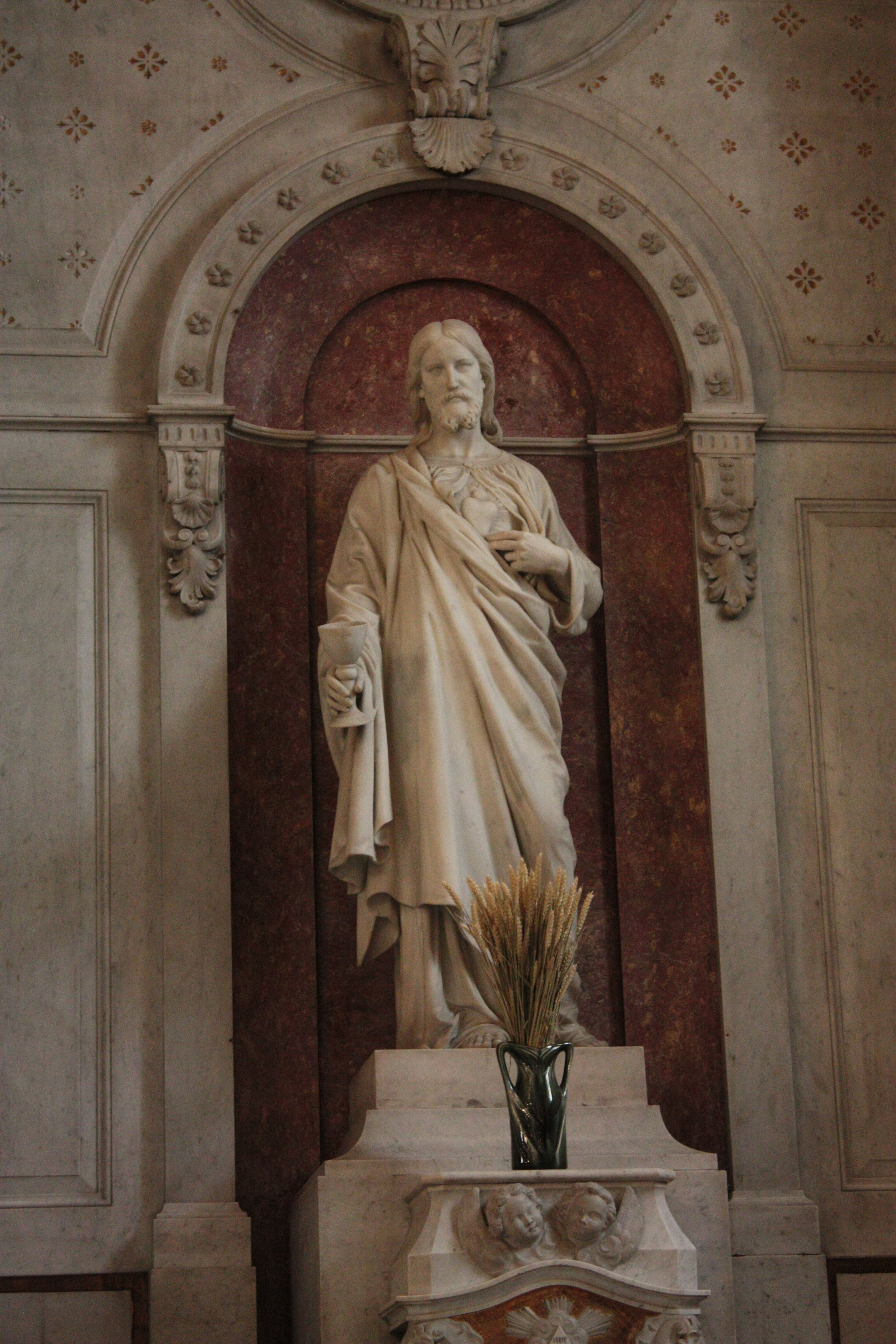
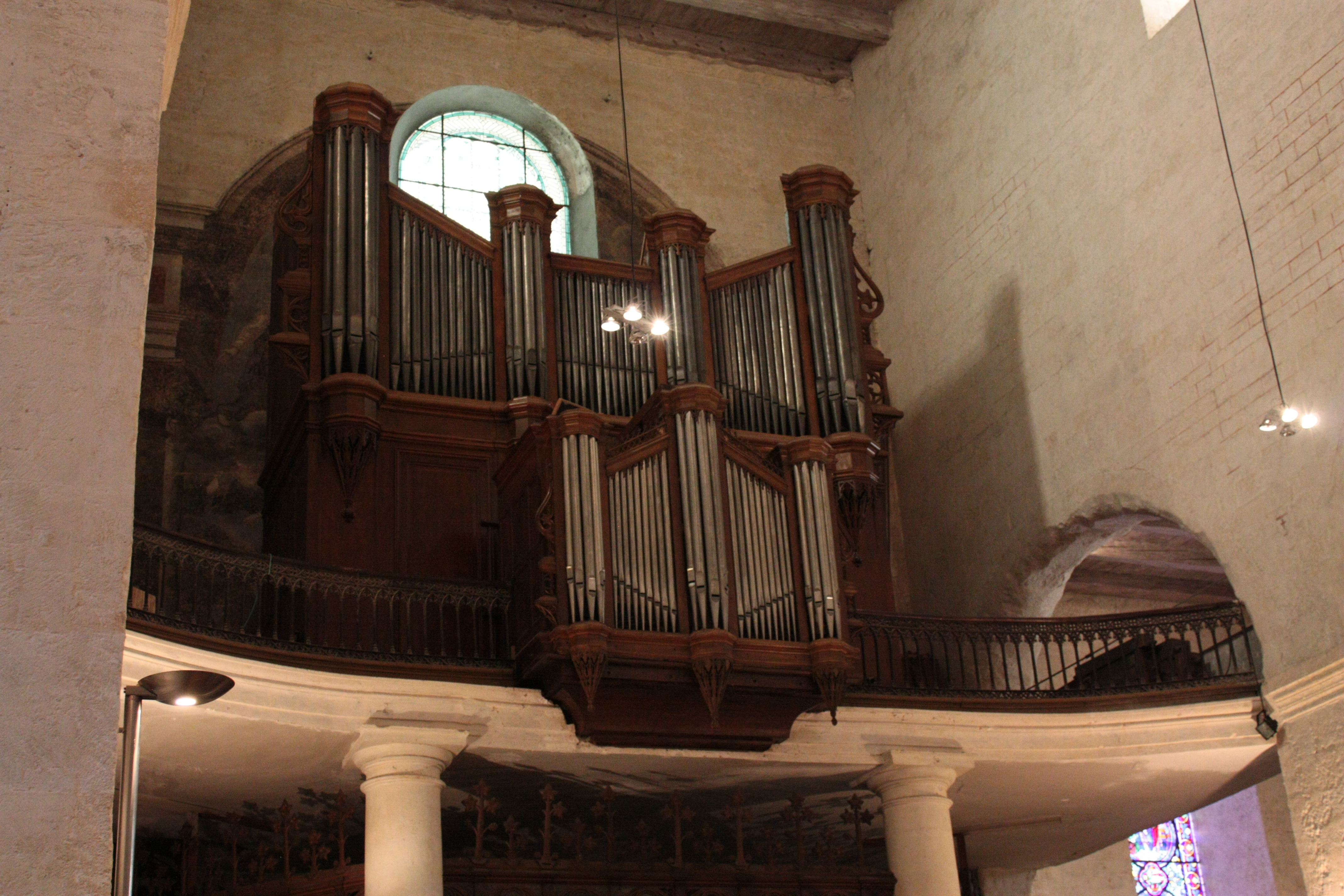
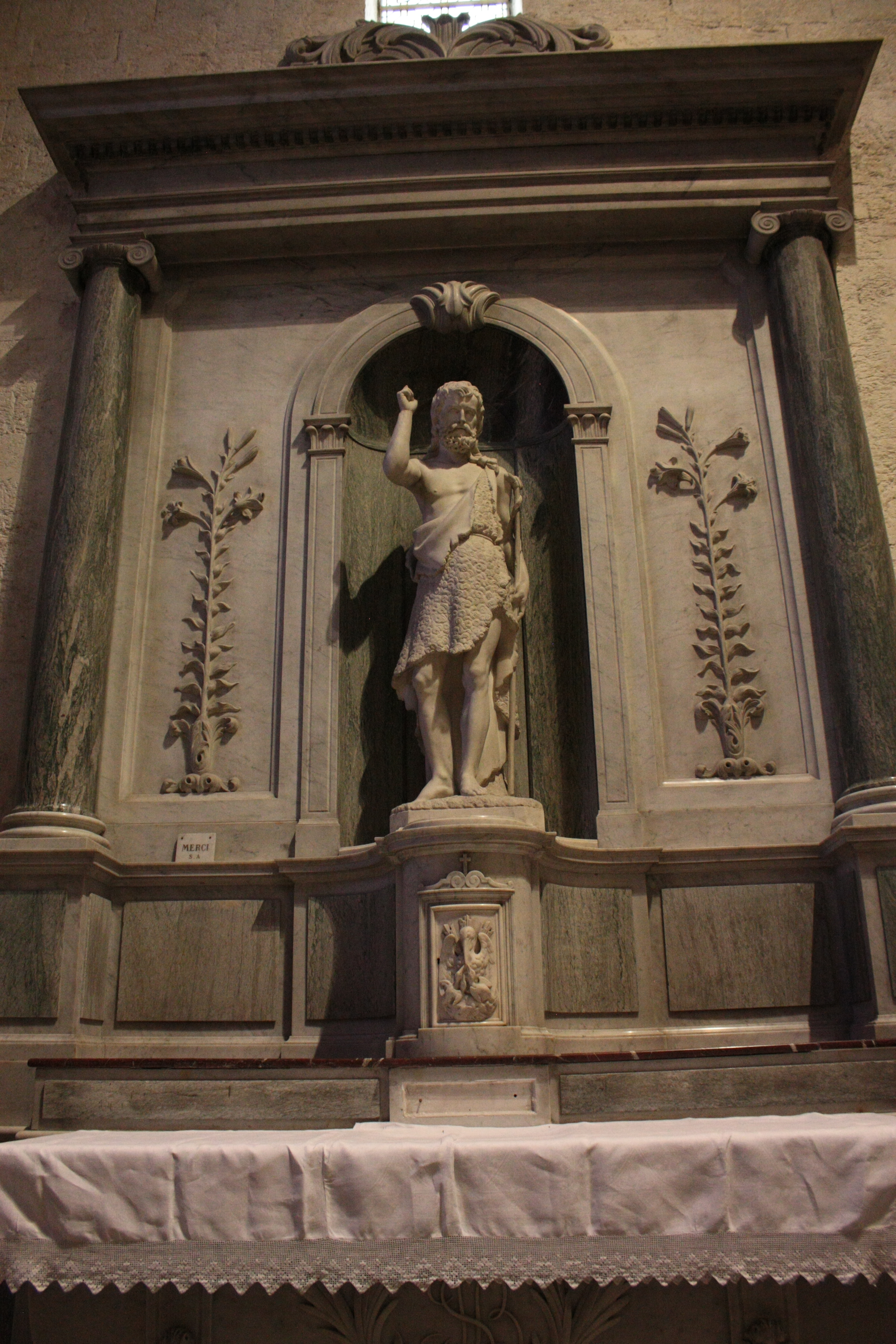
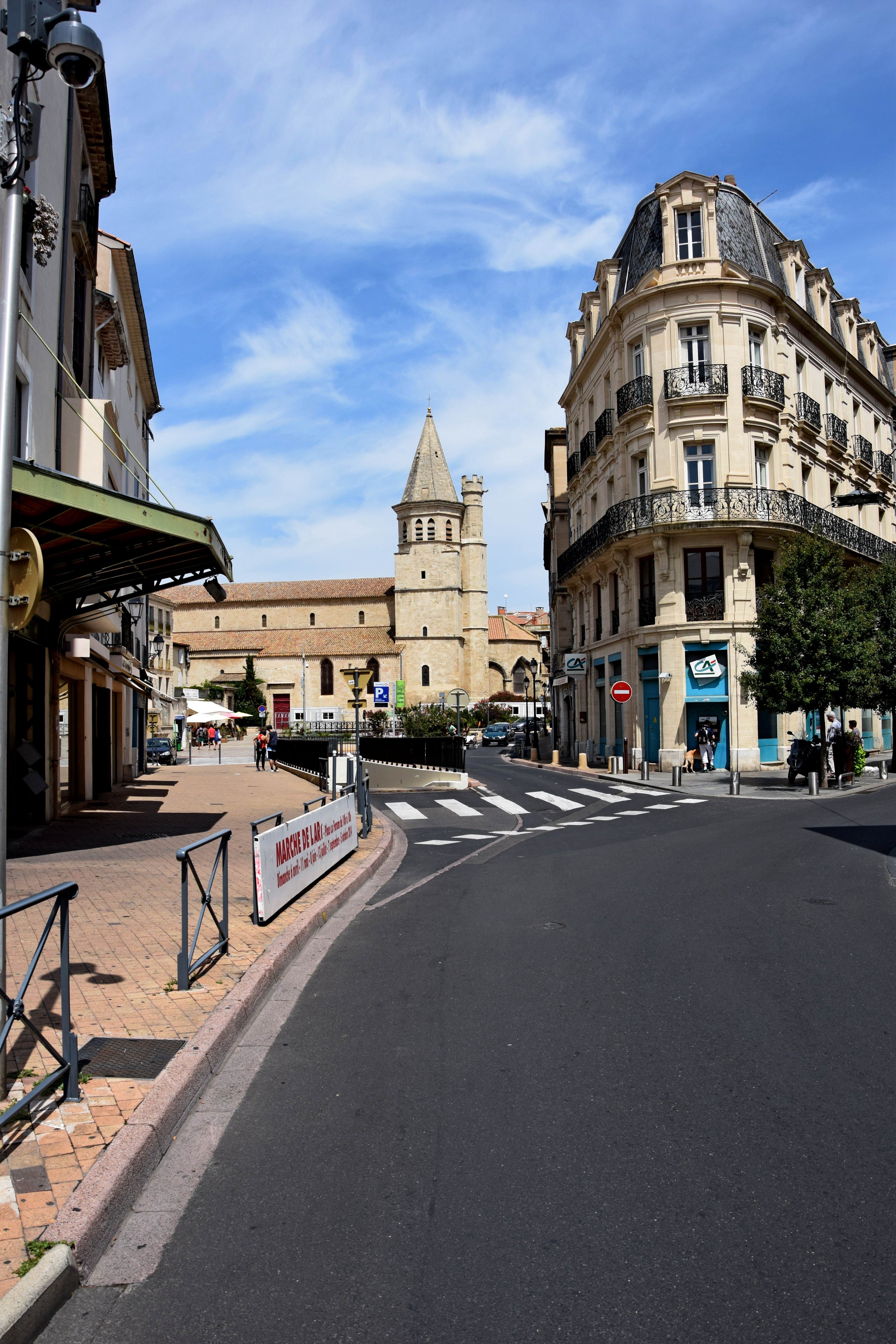
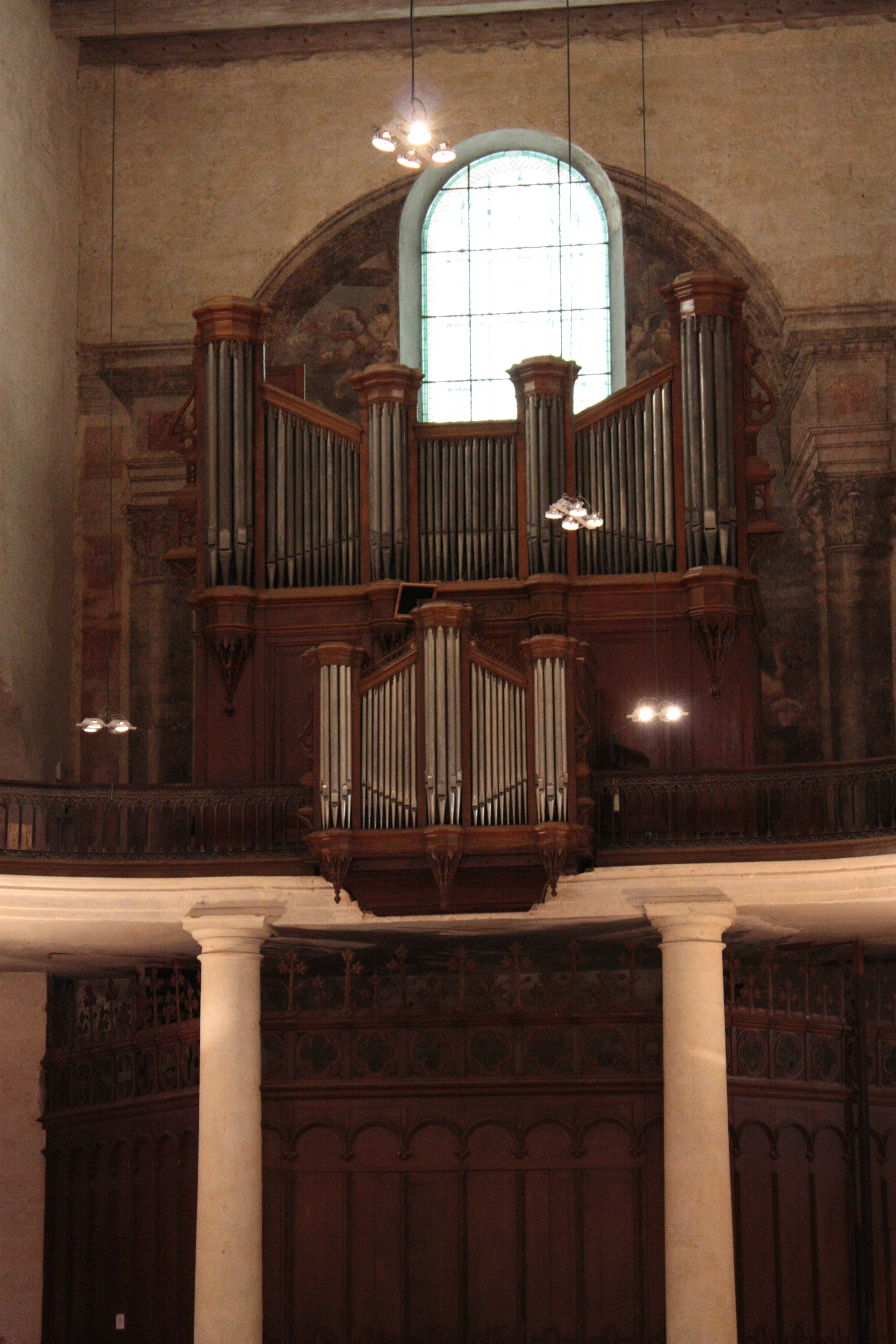